# Nyhet

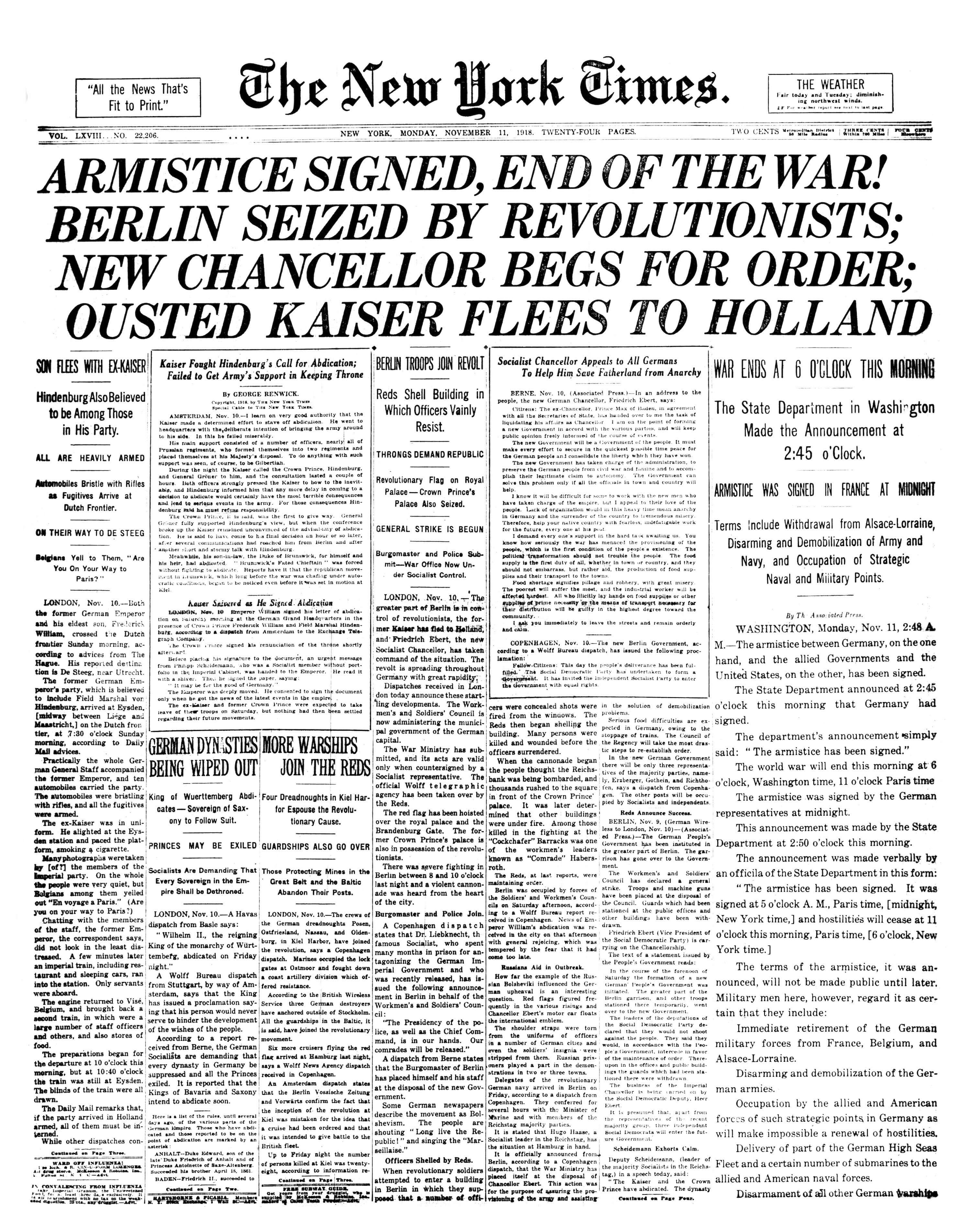
Dagstidningar är ett av de viktigaste medierna för nyheter. Bilden visar förstasidan på New York Times 11 november 1918, där den största nyheten gäller första världskrigets slut.

En nyhet är ett meddelande som offentliggjorts. Innehållet är något betydelsefullt – händelse, process eller tillstånd – som tidigare varit okänt.

## Beskrivning

### Definition och tillkomst
En nyhet är ofta aktuell och sprids i regel via någon form av massmedium. Det kan göras i tryckt form (tidningar), via ett etermedium (vanligen radio eller TV), Internet eller från mun till mun till en tredje part eller större publikskara.
Den som samlar in och framställer nyheter kallas för journalist, och någon som presenterar nyheter (på TV) kallas för nyhetsankare. Under tidigare århundraden var makten över nyhetsspridningen oftast förlagd hos de ledande politiska eller ekonomiska kretsarna, men sedan 1800-talet har den rollen i stor utsträckning övertagits av mer eller mindre oberoende massmedier. Samtidigt har nyheter blivit en handelsvara och nyhetsspridning en stor industri med internationell omfattning.
Producenter av varor eller tjänster sprider information om sina nya produkter/tjänster via reklam eller annan sorts marknadsföring. Dessa nyheter kan sedan spridas vidare av exempelvis journalister, om dessa anser att den nya varan eller tjänsten har allmänintresse.

### Presentation
En nyhet kan presenteras på olika sätt. I tryckta nyhetsmedier syns den oftast som en tidningsartikel (om den är kort: notis), medan motsvarande information i etermedier ofta benämns som nyhetsinslag. Längre nyhetspresentationer kan produceras som intervjuartiklar eller reportage. En nyhetsartikel i en dagstidning kan ofta göras reklam för genom en puff, som endast har plats för rubrik och en kort sammanfattning av nyheten.

## Nyhetsvärde
Värdet hos en nyhet grundar sig på flera saker:
- Den är oväntad. Ju mer oväntat något är, desto större nyhetsvärde. Inom kommersiella nyhetsmedier (inklusive kvällstidningar) ger mycket oväntade nyheter stora, svarta rubriker; de benämns ofta som sensationer eller (om de har negativt innehåll) skandaler.
- Den påverkar stora delar av samhället. Ju större delar av samhället och ju fler människor som drabbas eller gynnas av nyheten, desto större allmänintresse anses den ha.
- Den berör kända och/eller viktiga personer. Personer med faktisk makt (politiker, företagsledare) eller en roll som föredöme (framgångsrika personer inom idrott eller massmedier) intresserar fler personer. Dessa personer benämns ibland samhällets elit.
- Den sker nära dig. En nyhetskonsument som direkt påverkas av en nyhet, kommer i större utsträckning att uppmärksamma nyheten. Detta gäller större olyckor, idrottshändelser och andra händelser i din närhet.
- Dess karaktär. En nyhet som väcker folks känslor (inklusive människors rättvisekänsla) eller är av dramatisk art lockar till större engagemang.

## Källhänvisningar
1. 1 2  Rosengren, Karl Erik: nyhet i Nationalencyklopedins nätupplaga. Läst 3 december 2015.